# Svjetsko prvenstvo u motociklizmu 1986. – 80cc
Svjetsko prvenstvo u motociklizmu u klasi 80cc za 1988. godinu je treći put zaredom osvojio španjolski vozač Jorge Martínez "Aspar", na motociklu proizvođača Derbi. 

## Raspored utrka i osvajači postolja
1986. godine je bilo na rasporedu 12 trkačih vikenda Svjetskog prvenstva, a na njih 9 su održane utrke u klasi 80cc. 
| rb | datum              | staza                      | utrka                 | službeni naziv utrke                                        | pole poz.            | motocikl               | naj.krug             | motocikl             | pobjednik            | motocikl               | drugoplasirani       | motocikl             | trećeplasirani       | motocikl             | izvj.                                                                   |
| -- | ------------------ | -------------------------- | --------------------- | ----------------------------------------------------------- | -------------------- | ---------------------- | -------------------- | -------------------- | -------------------- | ---------------------- | -------------------- | -------------------- | -------------------- | -------------------- | ----------------------------------------------------------------------- |
| 1  | 4. svibnja 1986.   | Jarama                     | VN Španjolske         | XXXVI Gran Premio de España                                 | Jorge Martínez       | Derbi                  | Jorge Martínez       | Derbi                | Jorge Martínez       | Derbi                  | Ángel Nieto          | Derbi                | Manuel Herreros      | Derbi                | [ 1 ] [ 2 ] [ 3 ] [ 4 ] [ 5 ] [ 6 ] [ 7 ] [ 8 ] [ 9 ]                   |
| 2  | 18. svibnja 1986.  | Monza                      | VN Ncija              | 64º Gran Premio delle Nazioni / 64º Gran Premio d'Italia    | Stefan Dörflinger    | Krauser                | Ian McConnachie      | Krauser              | Stefan Dörflinger    | Krauser                | Jorge Martínez       | Derbi                | Manuel Herreros      | Derbi                | [ 1 ] [ 2 ] [ 3 ] [ 4 ] [ 5 ] [ 10 ] [ 11 ] [ 12 ] [ 13 ] [ 14 ] [ 15 ] |
| 3  | 25. svibnja 1986.  | Nürburgring                | VN Njemačke           | Grosser Preis von Deutschland                               | Stefan Dörflinger    | Krauser                | Ian McConnachie      | Krauser              | Manuel Herreros      | Derbi                  | Stefan Dörflinger    | Krauser              | Ian McConnachie      | Krauser              | [ 1 ] [ 2 ] [ 3 ] [ 4 ] [ 5 ] [ 16 ] [ 17 ] [ 18 ] [ 19 ] [ 20 ] [ 21 ] |
| 4  | 8. lipnja 1986.    | Salzburgring               | VN Austrije           | Großer Preis von Österreich / WM-Lauf für Motorräder        | Jorge Martínez       | Derbi                  | Ian McConnachie      | Krauser              | Jorge Martínez       | Derbi                  | Manuel Herreros      | Derbi                | Pier Paolo Bianchi   | Seel                 | [ 1 ] [ 2 ] [ 3 ] [ 4 ] [ 5 ] [ 22 ] [ 23 ] [ 24 ] [ 25 ] [ 26 ]        |
| 5  | 15. lipnja 1986.   | Grobnik                    | VN Jugoslavije        | YU Grand Prix                                               | Jorge Martínez       | Derbi                  | Jorge Martínez       | Derbi                | Jorge Martínez       | Derbi                  | Stefan Dörflinger    | Krauser              | Ian McConnachie      | Krauser              | [ 1 ] [ 2 ] [ 3 ] [ 4 ] [ 5 ] [ 27 ] [ 28 ] [ 29 ] [ 30 ] [ 31 ]        |
| 6  | 28. lipnja 1986.   | Assen                      | VN Nizozemske         | Grote Prijs van Nederland der K.N.M.V. - 56e Dutch TT       | Jorge Martínez       | Derbi                  | Ian McConnachie      | Krauser              | Jorge Martínez       | Derbi                  | Manuel Herreros      | Derbi                | Hans Spaan           | Casal                | [ 1 ] [ 2 ] [ 3 ] [ 4 ] [ 5 ] [ 32 ] [ 33 ] [ 34 ] [ 35 ] [ 36 ] [ 37 ] |
|    | 6. srpnja 1986.    | Spa-Francorchamps          | VN Belgije            | GP of Belgium                                               | nije bilo utrke 80cc | nije bilo utrke 80cc   | nije bilo utrke 80cc | nije bilo utrke 80cc | nije bilo utrke 80cc | nije bilo utrke 80cc   | nije bilo utrke 80cc | nije bilo utrke 80cc | nije bilo utrke 80cc | nije bilo utrke 80cc | [ 1 ] [ 2 ] [ 3 ] [ 4 ] [ 5 ] [ 38 ]                                    |
|    | 20. srpnja 1986.   | Paul Ricard – Le Castellet | VN Francuske          | Grand Prix de France                                        | nije bilo utrke 80cc | nije bilo utrke 80cc   | nije bilo utrke 80cc | nije bilo utrke 80cc | nije bilo utrke 80cc | nije bilo utrke 80cc   | nije bilo utrke 80cc | nije bilo utrke 80cc | nije bilo utrke 80cc | nije bilo utrke 80cc | [ 1 ] [ 2 ] [ 3 ] [ 4 ] [ 5 ] [ 39 ]                                    |
| 7  | 3. kolovoza 1986.  | Silverstone                | VN Velike Britanije   | Shell Oils British Grand Prix                               | Stefan Dörflinger    | Krauser                | Stefan Dörflinger    | Krauser              | Ian McConnachie      | Krauser                | Stefan Dörflinger    | Krauser              | Jorge Martínez       | Derbi                | [ 1 ] [ 2 ] [ 3 ] [ 4 ] [ 5 ] [ 40 ] [ 41 ] [ 42 ] [ 43 ] [ 44 ] [ 45 ] |
|    | 10. kolovoza 1986. | Anderstorp                 | VN Švedske            | Swedish TT                                                  | nije bilo utrke 80cc | nije bilo utrke 80cc   | nije bilo utrke 80cc | nije bilo utrke 80cc | nije bilo utrke 80cc | nije bilo utrke 80cc   | nije bilo utrke 80cc | nije bilo utrke 80cc | nije bilo utrke 80cc | nije bilo utrke 80cc | [ 1 ] [ 2 ] [ 3 ] [ 4 ] [ 5 ] [ 46 ]                                    |
| 8  | 24. kolovoza 1986. | Santa Monica (Misano)      | VN San Marina         | 6º Gran Premio San Marino                                   | Jorge Martínez       | Derbi                  | Pier Paolo Bianchi   | Seel                 | Pier Paolo Bianchi   | Seel                   | Jorge Martínez       | Derbi                | Manuel Herreros      | Derbi                | [ 1 ] [ 2 ] [ 3 ] [ 4 ] [ 5 ] [ 47 ] [ 48 ] [ 49 ] [ 50 ] [ 51 ]        |
| 9  | 28. rujna 1986.    | Hockenheimring             | VN Baden-Württemberga | Welmeisterschaft Finale / 1. ADAC Motorrad "All-Round-Race" | Gerhard Waibel       | Krauser (Real-Krauser) | Stefan Dörflinger    | Krauser              | Gerhard Waibel       | Krauser (Real-Krauser) | Stefan Dörflinger    | Krauser              | Hans Spaan           | Casal                | <                                                                       |

VN Nacija – također navedena kao VN Italije 

VN Njemačke - također navedena kao VN Zapadne Njemačke 

VN Nizozemske – također navedena kao Dutch TT, odnosno TT ssen 

VN Velike Britanije – također navedena kao VN Britanije 

VN Švedske – također navedena kao Swedish TT 

VN Juže Afrike – trebala biti održana u rujnu 1986., otkazana radi bojkota politike apartheida 

VN Baden-Württemberga – održana kao zamjena za VN Južne Afrike

## Poredak za vozače
Bodove je osvajalo prvih 10 vozača u utrci. 
| pozicija u utrci | 1. | 2. | 3. | 4. | 5. | 6. | 7. | 8. | 9. | 10. |
| bodovi           | 15 | 12 | 10 | 8  | 6  | 5  | 4  | 3  | 2  | 1   |

| mj. | vozač              | konstruktor          | bm | momčad (tim)                     | motocikl             | bodova |
| --- | ------------------ | -------------------- | -- | -------------------------------- | -------------------- | ------ |
| 1.  | Jorge Martínez     | Derbi                | 2  | Nacional Motor Derbi             | Derbi                | 94     |
| 2.  | Manuel Herreros    | Derbi                |    | Nacional Motor Derbi             | Derbi                | 85     |
| 3.  | Stefan Dörflinger  | Krauser              |    | Krauser Racing                   | Krauser              | 82     |
| 4.  | Hans Spaan         | Casal HuVo-Casal     |    | Hertog Jan Sport Casal           | Casal HuVo-Casal     | 57     |
| 5.  | Gerhard Waibel     | Krauser Real-Krauser |    | Massa Real Racing Team           | Krauser Real-Krauser | 51     |
| 6.  | Ian McConnachie    | Krauser              |    |                                  | Krauser              | 50     |
| 7.  | Ángel Nieto        | Derbi                | 30 | Nacional Motor Derbi             | Derbi                | 45     |
| 8.  | Pier Paolo Bianchi | Seel                 |    |                                  | Seel                 | 44     |
| 9.  | Josef Fischer      | Krauser              |    | Krauser Racing                   | Krauser              | 13     |
| 10. | Gerd Kafka         | Krauser              |    |                                  | Krauser              | 9      |
| 11. | Wilco Zeelenberg   | Casal                |    |                                  | Casal HuVo-Casal     | 8      |
| 12. | Hubert Abold       | Seel Krauser         |    | Team & Co Promotion              | Seel Krauser         | 8      |
| 13. | Juan Ramón Bolart  | Autisa               |    | Autisa                           | Autisa               | 6      |
| 13. | Theo Timmer        | HuVo-Casal Casal     |    | Hertog Jan Pentax                | HuVo-Casal Casal     | 6      |
| 15. | Rainer Kunz        | Ziegler              | 37 |                                  | Ziegler              | 6      |
| 16. | Alex Barros        | Autisa               |    | Autisa Antonio Gutierres Arbizu  | Autisa               | 6      |
| 17. | Henk van Kessel    | Krauser              |    | Pentax Nederland                 | Krauser              | 5      |
| 18. | Domingo Gil Blanco | Autisa               |    | Autisa                           | Autisa               | 5      |
| 19. | Reiner Scheidhauer | Seel                 |    | RS Rallye Motosport Handels GmbH | Seel                 | 4      |
| 20. | Alfred Waibel      | Krauser Real         |    |                                  | Krauser Real         | 3      |
| 21. | Felix Rodríguez    | Autisa               |    | Autisa                           | Autisa               | 3      |
| 22. | Luis Miguel Reyes  | Autisa               |    | Autisa                           | Autisa               | 2      |
| 23. | Salvatore Milano   | Krauser              |    |                                  | Krauser              | 1      |
| 23. | Herri Torrontegui  | Autisa               |    | JJ Cobas                         | Autisa               | 1      |

 u ljestvici vozači koji su osvojili bodove u prvenstvu 

## Poredak za konstruktore
Derbi prvak u poretku konstruktora. 
| mj. | konstruktor | bod |
| --- | ----------- | --- |
| 1.  | Derbi       |     |

## Vanjske poveznice
- (engl.) motogp.com
- (fr.) racingmemo.free.fr, LES CHAMPIONNATS DU MONDE DE VITESSE MOTO
- (fr.) pilotegpmoto.com, wayback
- (nizoz.) jumpingjack.nl, Alle Grand-Prix uitslagen en bijzonderheden, van 1973 (het jaar dat Jack begon met racen) tot heden., wayback
- (engl.) motorsport-archive.com, World 80ccm Championship :: Overview, wayback
- (engl.) the-sports.org, Moto - 80cc - Prize list
- (engl.) motorsporttop20.com, Motorcycle Championships
- (engl.) progcovers.com, Motor Racing Programme Covers / FIM Grand Prix World Championship Programmes / 500cc Class / MotoGP
- (njem.) de.wikipedia.org, Motorrad-Weltmeisterschaft 1986
- (tal.) it.wikipedia.org, Risultati del motomondiale 1986
- (nizoz.) nl.wikipedia.org, Wereldkampioenschap wegrace 1986